# Братья Кёйкен
Братья Кёйкен (нидерл. Kuijken) — Виланд (род. 1938), Сигизвальд (род. 1944) и Бартольд (род. 1949) — бельгийские музыканты, исполнители музыки европейского барокко на инструментах эпохи (аутентизм). Исполнили и записали произведения Баха, Глюка, Моцарта, Гайдна, Перголези, Корелли, Куперена, Рамо, постоянно сотрудничают с Густавом Леонхардтом, Аннером Билсмой, Франсом Брюггеном, Рене Якобсом, Бобом ван Аспереном.